# باشگاه فوتبال رئال رینکون
باشگاه فوتبال رئال رینکون یک باشگاه فوتبال از شهر رینکون در بونیر در جزایر کارائیب هلند است. این تیم ۱۱ بار قهرمان لیگ بونیر شده است.